# Vympel R-23
O R-23 é um míssil ar-ar desenvolvido na antiga União Soviética pela empresa Vympel como armamento exclusivo do caça MiG-23.

## História

### Projeto e desenvolvimento
Com o desenvolvimento do programa do caça MiG-23, o Conselho de Ministros da União Soviética resolveu autorizar e investir em projetos de armas para equipar a nova aeronave. Através do ofício Nº 1046-38 de 13 de novembro de 1967 foi iniciado o programa de desenvolvimento do míssil R-23. O projeto do R-23 ganhou grande impulso através da captura de um míssil estadunidense AIM-7 Sparrow intacto em 1968, que acabou sendo a base do R-23 e do futuro Vympel R-27. Ao contrário do R-27, o R-23 herdou algumas das deficiências do Sparrow.

### Operação

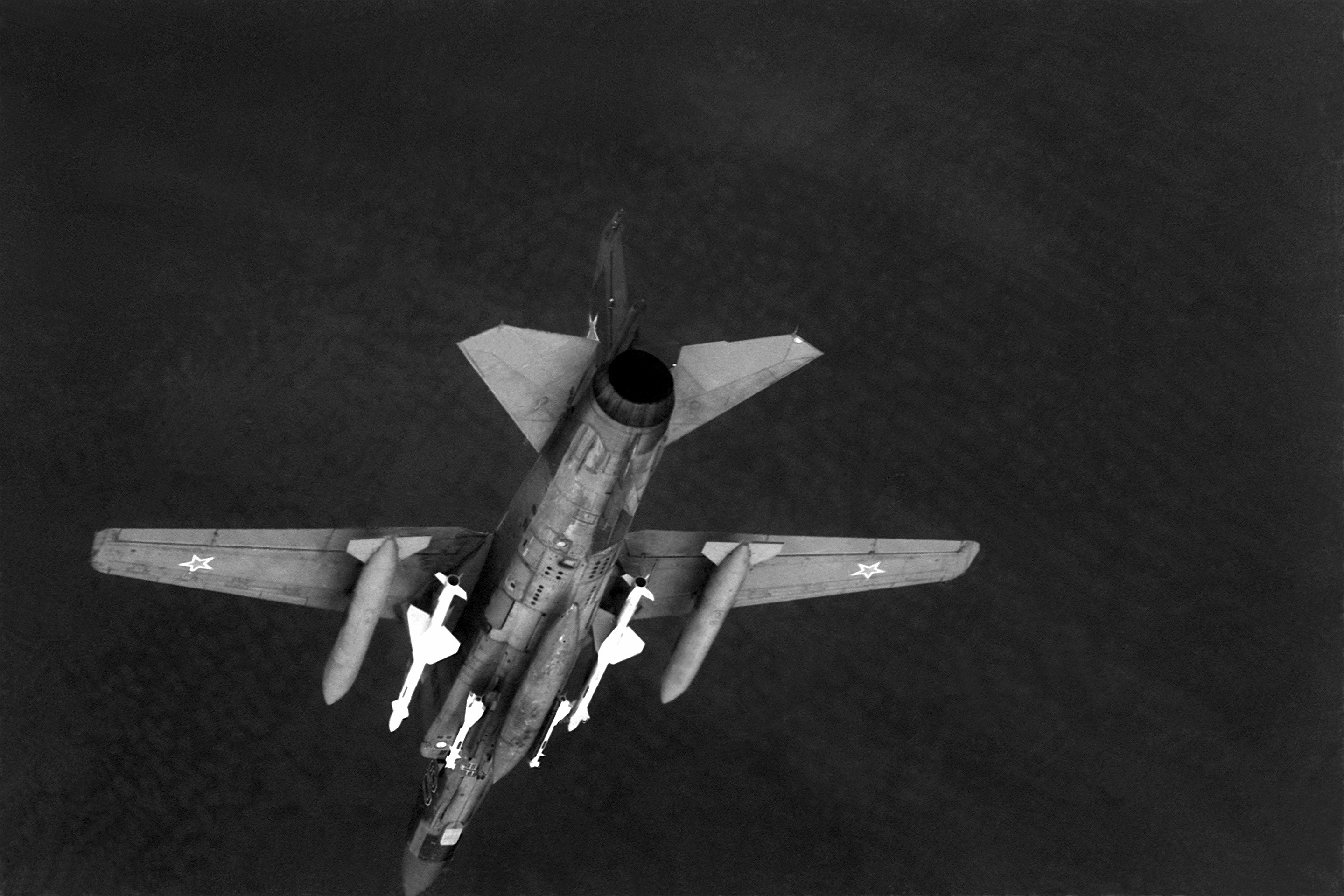
MiG 23 soviético transportando dois mísseis R24 (variante do R-23).

O R-23 entrou em serviço em 1974, recebendo o nome de código OTAN AA-7 Apex. Por ser um armamento exclusivo do MiG-23, experimentou uso limitado pelas forças aéreas que o operaram. Sua versão de exportação foi denominada R-24, embora tenha mantido o mesmo código OTAN.
Um dos seus primeiros usos em combate se deu através da Força Aérea do Iraque durante a guerra com o Irã (1980-1988). Em dezembro de 1982 um MiG 23 iraquiano abateu um F-5E iraniano.
Durante a Batalha de Cuito Cuanavale, a Força Aérea de Cuba empregou o MiG-23 e o R-24 contra o Mirage F1-CZ da Força Aérea da África do Sul.